# Little Chicken Game Company
Little Chicken Game Company is een Nederlandse computerspelontwikkelaar gevestigd in Amsterdam. De studio begon met de ontwikkeling van kleinschalige reclamespellen (advergames) en heeft zich verder ontwikkeld tot een maker van serious games, mobiele games en VR-spellen.

## Geschiedenis
Het bedrijf werd opgericht in 2001 door Senne de Jong, Yannis Bolman, Tomas Sala en Michiel Sala. In de beginjaren ontwikkelde de studio kleinschalige advergames voor diverse opdrachtgevers.

### Advergames
Een van hun eerste successen was een pizzakoerierspel voor de stichting Bekijk 't. Dit spel verwierf jarenlang populariteit op Spele.nl. Het bedrijf groeide gestaag en werd vaker benaderd door reclamebureaus voor de ontwikkeling van advergames. Een belangrijk project was de campagne 'Win een ijsberg' voor Sportlife, waarvoor Little Chicken in twee maanden drie spellen ontwikkelde. Dit project trok meer dan een miljoen bezoekers.
In 2011 ontwikkelde Little Chicken een online spel voor de Efteling-attractie Raveleijn. Het spel werd in afleveringen uitgebracht en trok met promotie via Hyves en Efteling-media in de eerste maand meer dan 30.000 unieke bezoekers.
In 2013 ontwikkelde Little Chicken FilmSpel voor Cinekid, een educatief spel waarin kinderen vanaf zes jaar leerden hoe ze animatiefilms konden maken. Via opdrachten ontdekten ze storytelling, stop-motion en andere animatietechnieken. FilmSpel was online beschikbaar tegen een kleine vergoeding, met korting tijdens het Cinekid Festival.
In opdracht van KLM ontwikkelde Little Chicken het strategiespel Aviation Empire voor iOS en Android, dat op 27 juni 2013 werd gelanceerd. In het spel beheren spelers een luchtvaartmaatschappij door vliegvelden te bouwen, vliegtuigen aan te schaffen en vluchtroutes uit te stippelen. Het spel bevatte GPS-check-ins om nieuwe luchthavens vrij te spelen. Aviation Empire won in 2013 een Dutch Game Award voor 'Best Co-Production' en een SpinAward.
In 2016 werkte Little Chicken samen met Albert Heijn en &samhoud aan de AR- en VR-campagne Terug naar de Dino's met Freek. Klanten konden dinoplaatjes verzamelen die via een app dinosaurussen tot leven brachten in augmented reality. De app bood ook een VR-ervaring, begeleid door bioloog Freek Vonk. De app werd bekroond met een Bright VR Award.

### Serious games
Naast advergames ontwikkelde Little Chicken ook serious games, zoals De Ontdekker en het Mysterie van de Diamanten Scarabee, een Wii-spel bedoeld voor blinde en slechtziende kinderen. Het spel was een initiatief van de projectgroep GAMBAS (GAMes for the Blind And Sighted), die bestond uit MAD Multimedia, Koninklijke Visio, TNO en Principal Blue. MAD Multimedia schakelde Little Chicken in voor de technische ontwikkeling van het spel. Het spel won de Dutch Game Award voor 'Best Serious Game' in 2012.
Little Chicken ontwikkelde meer dan dertig spellen voor de zorg, waaronder Geriatrix, een serious game voor artsen in opleiding bij het Radboudumc om complexe beslissingen rond oudere patiënten te simuleren. Polygoon, een Kinect-game die bedoeld was om ouderen te stimuleren meer te bewegen, maar bleek minder geschikt voor personen met beperkte armbewegingen. Coach4Life, ontwikkeld in opdracht van de Nierstichting, ondersteunde nierpatiënten bij het volgen van een dieet. Expeditie Cognitie, een cognitieve game in samenwerking met het Alzheimercentrum, en een VR-game voor bedlegerige patiënten.

### Entertainmentspellen
In 2014 ontwikkelde Little Chicken SXPD, een actievol racespel voor de iPad geïnspireerd door 3D Deathchase die in 1983 uitkwam voor de ZX Spectrum. Het spel combineerde motorraces met een stripverhaal van Duke Mighten. Tachtig procent van de opbrengst ging naar goede doelen voor kansarme kinderen.
In 2016 besloot Little Chicken zich meer te richten op entertainmentspellen, met als doel creatievere computerspellen te maken voor een breder publiek. Deze verschuiving resulteerde in verschillende projecten, waaronder het mobiele spel REKT! in 2019. Datzelfde jaar tekende Little Chicken een overeenkomst met Vertigo Games voor het VR-spel Traffic Jams, die in 2021 de Cinekid Game en App Award en de Dutch Game Award voor 'Best Innovation' ontving.
Het bedrijf werkt aan Moonlight Peaks, een levenssimulatiespel dat in 2026 voor pc via Steam uit zal komen. Spelers nemen de rol aan van het kind van Dracula in een stad vol vampiers, weerwolven en zeemeerminnen, waar ze hun vampiernest kunnen ontwerpen, gewassen verbouwen en relaties opbouwen.